# Presente histórico
Em linguística e retórica, o presente histórico refere-se ao uso transladado do tempo presente com relação a eventos passados, já sejam recentes ou remotos.

## Usos
- Em narrativa, para conferir maior interesse ou variação aos acontecimentos ou para contrastá-los.
- Quando se alude a acontecimentos do passado.

Exemplos no Português:
- Em 1500, Pedro Alvares Cabral descobre o Brasil.
- A 15 de abril de 1912 afunda-se o Titanic.